# 新寧駅
新寧駅（シンニョンえき）は、大韓民国慶尚北道永川市にかつて存在した韓国鉄道公社中央線の駅である。

## 駅構造
- 島式ホーム1面2線の地上駅。

## 歴史
- 1938年12月1日：開業[1]。
- 2024年12月20日：新線への切り替えに伴い廃止[2]。

## 隣の駅
韓国鉄道公社
中央線
花本駅 - (鳳林駅) - (甲峴信号場) - 新寧駅 - (花山駅) - 北永川駅